# Páli
Páli è un comune di 387 abitanti situato nella contea di Győr-Moson-Sopron, nell'Ungheria nordoccidentale.